# Andreas Barucha
Andreas Barucha né le 2 avril 1979 à Potsdam est un bobeur allemand qui concourt en bob à quatre. Il est actif au niveau mondial depuis 1999. Il a terminé quatrième aux Jeux olympiques de Vancouver en 2010 et remporté la médaille d'or par équipes mixtes aux Mondiaux 2009.

## Palmarès

### Championnats monde
- médaille d'or par équipes mixtes à Lake Placid 2009.

### Coupe du monde
- 7 podiums  : 
  - en bob à 4 : 6 deuxièmes places et 1 troisième place.